# St. Bartholomäus (Altfalter)

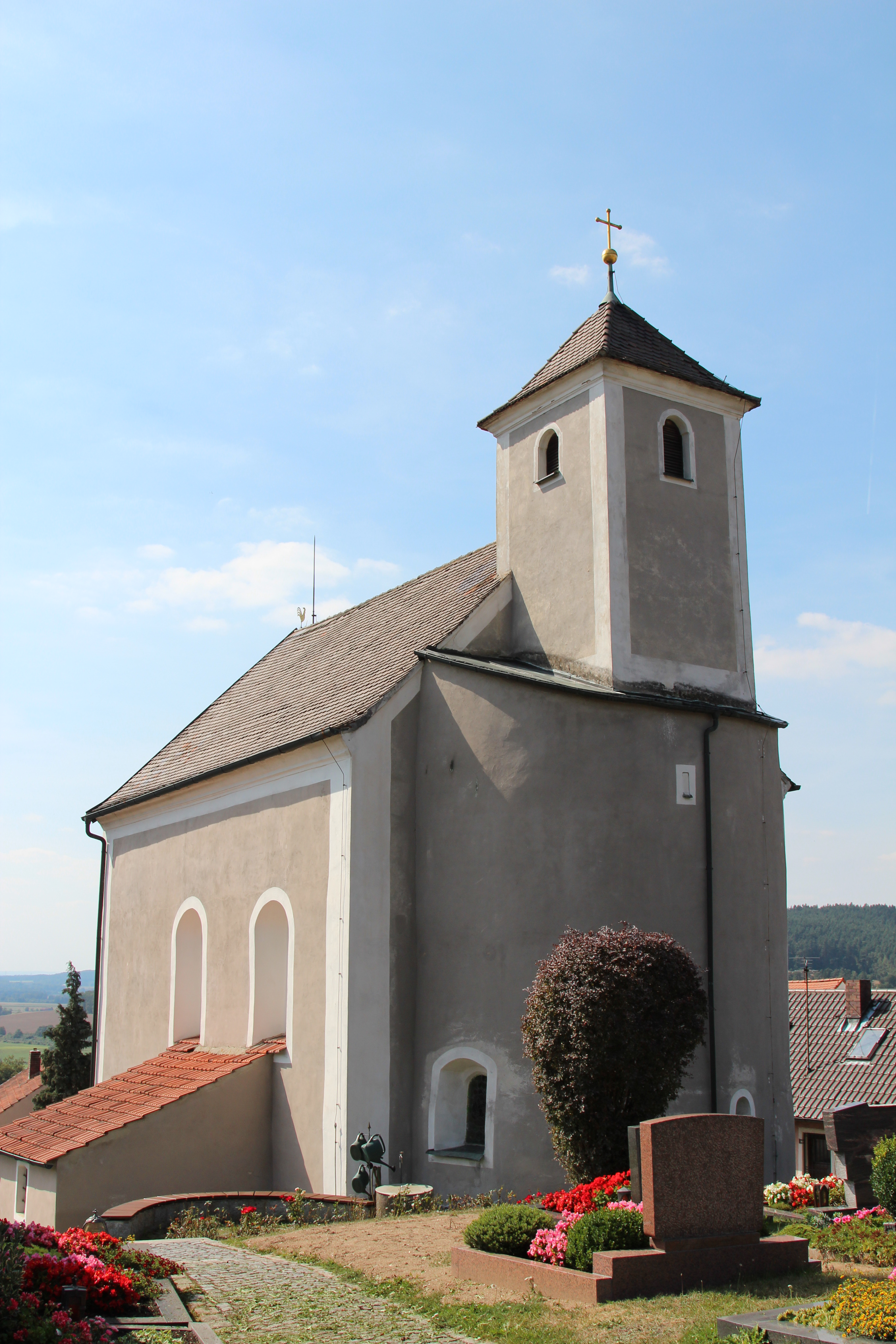
St. Bartholomäus Altfalter, Ansicht von Südosten

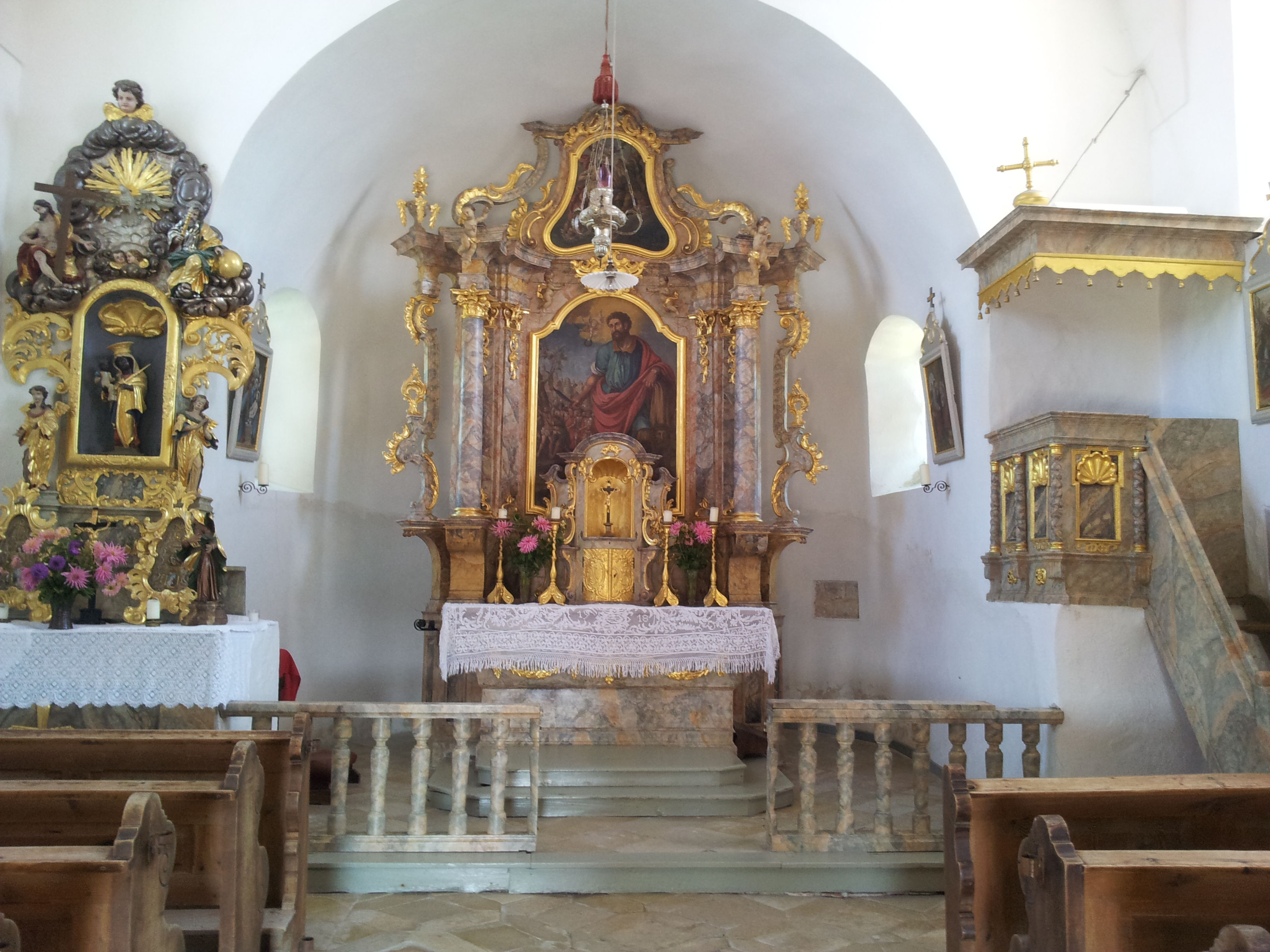
St. Bartholomäus Altfalter, Innenraum

Die Filialkirche St. Bartholomäus ist eine römisch-katholische Kirche im oberpfälzischen Altfalter (Schwarzach bei Nabburg). Die Kirche gehört zur Pfarrei Schwarzach-Altfalter und zum Dekanat Nabburg.

## Geografie
Die Kirche befindet sich in der Ortsmitte von Altfalter. Um die Kirche liegt der Friedhof des Ortes. Vom Eingangsportal hat man einen guten Blick ins Schwarzachtal, bis nach Schwarzenfeld.

## Geschichte
Das genaue Errichtungsdatum der Kirche ist unbekannt. Die ins 13. Jahrhundert datierte romanische Kirche gehört zu den ältesten Kirchen der Gegend. Der Turm wurde im 17. Jahrhundert hinzugefügt. Die Ausstattung ist im Barockstil gehalten und stammt aus der Zeit um 1700. Der Seitenaltar wurde von Pfarrer Ferdinand Köck 1725 errichtet. Bis zur Weihe der St.-Josefs-Kirche 1961 war sie die einzige Kirche in Altfalter. Seitdem wird sie nicht mehr regelmäßig für Gottesdienste benutzt.